# Абра-Пампа
А́бра-Па́мпа (ісп. Abra Pampa) — гірське селище в аргентинських Андах (плато Альтіплано). Адміністративний центр департаменту Кочинока у провінції Жужуй.

## Клімат
Містечко знаходиться у зоні, котра характеризується океанічним кліматом субтропічних нагір'їв. Найтепліший місяць — січень із середньою температурою 13 °C. Найхолодніший місяць — липень, із середньою температурою 3,5 °С.
| Клімат Абра-Пампи       | Клімат Абра-Пампи | Клімат Абра-Пампи | Клімат Абра-Пампи | Клімат Абра-Пампи | Клімат Абра-Пампи | Клімат Абра-Пампи | Клімат Абра-Пампи | Клімат Абра-Пампи | Клімат Абра-Пампи | Клімат Абра-Пампи | Клімат Абра-Пампи | Клімат Абра-Пампи | Клімат Абра-Пампи |
| Показник                | Січ.              | Лют.              | Бер.              | Квіт.             | Трав.             | Черв.             | Лип.              | Серп.             | Вер.              | Жовт.             | Лист.             | Груд.             | Рік               |
| Середній максимум, °C   | 19                | 18,2              | 18,4              | 17,6              | 15,8              | 13,8              | 13,9              | 15,9              | 17,5              | 19,3              | 20,2              | 19,9              | 17,5              |
| Середня температура, °C | 13                | 12,5              | 12,1              | 9,9               | 6,5               | 3,8               | 3,5               | 5,5               | 8                 | 10,9              | 12,4              | 13                | 9,3               |
| Середній мінімум, °C    | 6,2               | 5,7               | 5,1               | 1,5               | −3,6              | −6,6              | −7,1              | −5,1              | −1,9              | 1,4               | 4,1               | 5,8               | 0,5               |
| Норма опадів, мм        | 87.9              | 78.2              | 59.7              | 12.7              | 2.2               | 2.9               | 0.9               | 4                 | 4.1               | 15.2              | 33.9              | 70.8              | 372.5             |
| Днів з опадами          | 16,2              | 13,9              | 10,9              | 4                 | 0,8               | 0,4               | 0,4               | 0,8               | 1,2               | 3,7               | 7,5               | 15                | 74,8              |
| Вологість повітря, %    | 65.4              | 65.6              | 63.1              | 52.3              | 40.3              | 36.6              | 34                | 34.4              | 38.1              | 46.4              | 53.7              | 61.4              | 49.3              |
| ----------------------- | ----------------- | ----------------- | ----------------- | ----------------- | ----------------- | ----------------- | ----------------- | ----------------- | ----------------- | ----------------- | ----------------- | ----------------- | ----------------- |
| Джерело: Weatherbase    |                   |                   |                   |                   |                   |                   |                   |                   |                   |                   |                   |                   |                   |